# 英國駐荷蘭大使館
英國駐荷蘭大使館（英語：Embassy of the United Kingdom, The Hague）是大不列顛及北愛爾蘭聯合王國駐荷蘭王國的外交代表機構，位於荷蘭海牙，現任英國駐荷蘭大使是喬安娜·羅珀。
自從禁止化學武器組織（OPCW）於1997年成立於海牙以來，英國駐荷蘭大使兼任英國常駐禁止化學武器組織代表。
英國還在阿姆斯特丹設有總領事館，其高級官員被稱為總領事。